# 奥皮 (拉奎拉省)

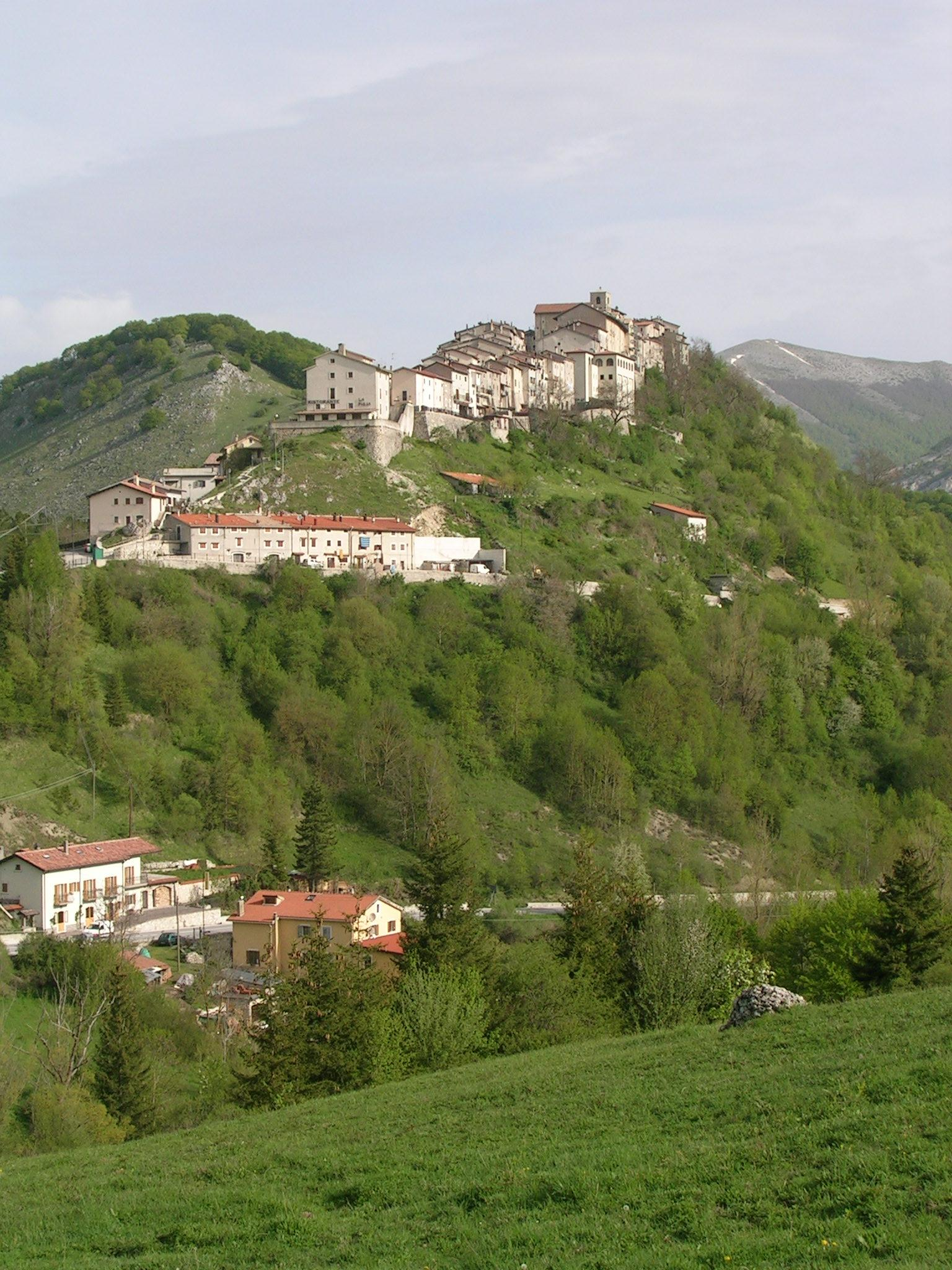
全景图

奥皮（義大利語：Opi）是意大利阿布鲁佐大区拉奎拉省的市镇。面积为49.91平方公里，人口数量为408人（2017年）。